# 中国共产党南京市委员会
中国共产党南京市委员会（简称中共南京市委、南京市委）是中国共产党在江苏省南京市的地方组织，由中国共产党南京市代表大会选举产生。依据《中国共产党章程》，南京市委在市党代会闭会期间，执行中国共产党中央委员会和中国共产党江苏省委员会的指示和市党代会的决议，领导南京市的工作，定期向党中央和江苏省委报告工作。

## 历史
1922年秋，浦口小组于浦镇成立。1923年10月11月，中共上海地方兼区执行委员会决定将南京、浦口的党员分编为第六、第七小组，12月两个小组合并为中共南京地方执行委员会。1925年初，撤销中共南京地方执行委员会，成立中共浦口支部和中共南京支部。同年9月成立中共浦口地委，12月改为中共南京地委。1927年4月10日，遭国民党破坏，4月中旬恢复，7月遭破坏，9月恢复。1927年10月，组建中共南京市委员会。1928年7月遭破坏，9月恢复，次年5月遭破坏，6月恢复。1930年4月遭破坏，5月恢复，并与共青团、工会组织合并，成立南京市红五月行动委员会，6月初分开，7月15日再次合并，成立南京市行动委员会，旋遭破坏，9月再次恢复原组织。1931年底建立中共南京特别委员会，次年4月遭破坏，11月建立中共南京特别支部，1934年初改为中共南京市委，8月遭国民党第八次破坏后，一度未恢复。
1937年9月，重建中共南京市委，12月侵华日军占领南京前停止。1940年在南京建立支部，1942年初改为中共南京工作委员会，1944年撤销。1942年8月，建立南京小组，1944年6月改为中共南京工作委员会。1945年4月，中共华中分局成工部建立南京工作部，1946年4月改为南京市委。
1949年5月，成立新的南京市委。文化大革命期间，1967年1月一度被造反派夺权，1968年3月成立南京市革命委员会，1971年恢复。

## 历任市委书记
1949年4月23日，中国共产党解放南京之后，共有25人先后担任过南京市委书记职务：
1. 刘伯承，1949.05－1949.06
2. 粟裕，1949.06－1950.05
3. 唐亮，1950.05－1950.08
4. 柯庆施，1950.08－1954.10
5. 彭冲，1954.10－1960.09
6. 陳扬，1960.09－1963.01
7. 彭冲，1963.01－1966.05（再任）
8. 杨广立，1966.05－1970.12
9. 方敏，1970.12－1974.06
10. 王楚滨，1974.06－1975.08
11. 储江，1975.08－1981.10
12. 柳林，1981.10－1982.09
13. 汪冰石，1982.09－1984.02
14. 程维高，1984.02－1987.07
15. 张耀华，1987.07－1991.02
16. 顾浩，1991.02－1995.06
17. 王武龙，1995.06－2001.10
18. 李源潮，2001.10－2003.04
19. 罗志军，2003.04－2008.02
20. 朱善璐，2008.02－2011.03
21. 杨卫泽，2011.03－2015.01
22. 黄莉新，2015.01－2016.10
23. 吴政隆，2016.10－2017.05
24. 张敬华，2017.07－2021.02
25. 韩立明，2021.04－2024.12
26. 周红波，2024.12－

## 历届委员会
- 第一届（1927年11月－1928年3月）
- 第二届（1928年5月－1928年7月）
- 第三届（1956年6月－1959年1月）
- 第四届（1959年2月－1961年12月）
- 第五届（1961年12月－1967年1月）
- 第六届（1971年6月－1975年7月）
- 第七届（1978年8月－1984年10月）
- 第八届（1984年10月－1989年10月）
- 第九届（1989年10月－1994年10月）
- 第十届（1994年10月－2001年10月）
- 第十一届（2001年10月31日－2006年9月30日）
- 书　记：李源潮[2]
- 第十二届（2006年9月30日－2011年10月19日）
- 书　记：罗志军
- 副书记（4）：蒋宏坤、陈家宝、缪合林、陈绍泽
- 常务委员（8）：杨植、靳道强、刘捍东、叶皓、沈健、钱继红（女）、王奇、张枫[3]
- 第十三届（2011年10月19日－2016年11月3日）
- 书　记：杨卫泽
- 副书记（2）：季建业、陈绍泽
- 常务委员（10）：沈健、郑泽光、刘以安、刘志伟、龙翔、周谦、戴华、徐金万、项雪龙、徐宁（女）[4]
- 第十四届（2016年11月3日－2021年10月29日）
- 书　记：吴政隆
- 副书记（2）：缪瑞林、龙翔
- 常务委员（9）：刘以安、沈文祖、李世贵、罗群、徐锦辉、郭腊军、陈勇、蔡丽新、杨学鹏[5]
- 第十五届（2021年10月29日－）
- 书　记：韩立明（女）（－2024年12月）、周红波（2024年12月－）
- 副书记（2）：夏心旻（－2023年1月）、沈文祖（－2024年6月）、陈之常（2023年1月－）、李佰平（2024年10月－）
- 常务委员（10）：刘月科（－2024年4月）、王华（－2025年4月）、徐锦辉、陈勇、杨学鹏、华静（女）（－2023年7月）、马红晖、蒋跃建、邢正军（－2022年7月）、沈剑荣（－2022年10月）[6]、邓智毅（2022年6月－）、霍慧萍（女）（2022年10月－）、林涛（2022年10月－）、刘海涛（2024年4月－）高颜（2025年5月－）吴勇强（2025年5月－）